# Balbino Sobrado
Pour les articles homonymes, voir Sobrado.
Balbino Sobrado (Vitoria-Gasteiz, 1883 - Vitoria-Gasteiz, 1964) est un photographe espagnol, actif à Vitoria-Gasteiz.

## Expositions
- 2012-2013 : Le Passé actuel, palais de Montehermoso[1],  Vitoria-Gasteiz
- 2014 : Rétrospective. 20 ans d'expositions, palais de Montehermoso, Vitoria-Gasteiz

## Collections
- Archives de la ville de Vitoria-Gasteiz